# Jet Lite
A JetLite (Air Sahara até abril 2007), é uma companhia aérea indiana fundada em 1991. Sua sede é localizada em Nova Delhi, Índia. Opera voos regulares partindo do seu principal hub: o Aeroporto Internacional Indira Gandhi.

## Frota

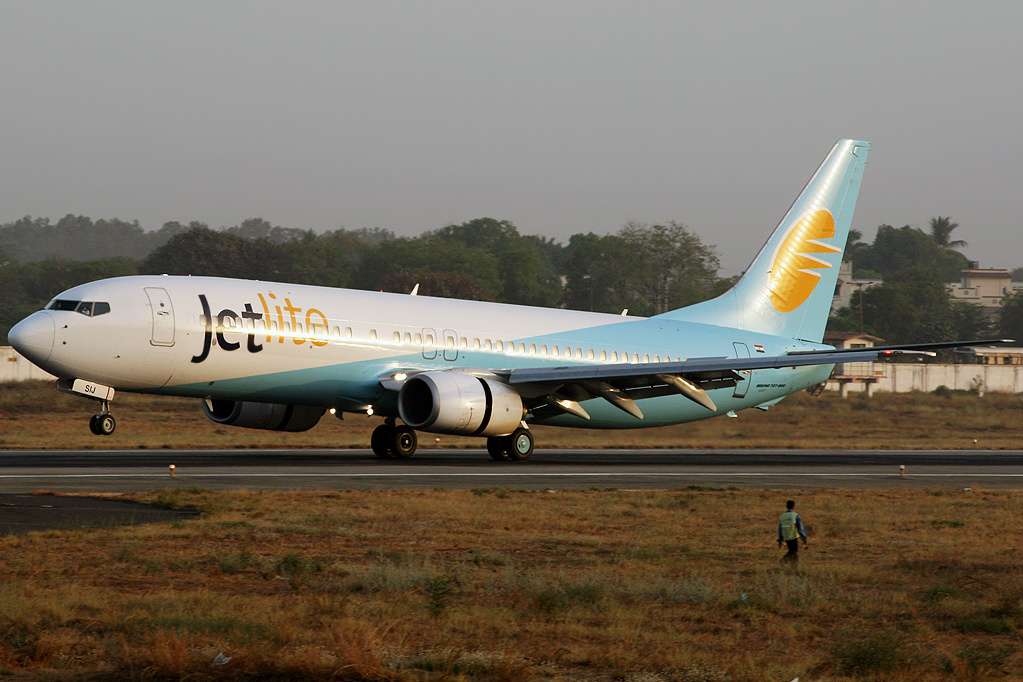
Boeing 737-800 da JetLite.

A frota da JetLite é composta pelas seguintes aeronaves:
| Aeronave            | Total | Pedidos | Passageiros |
| ------------------- | ----- | ------- | ----------- |
| Boeing 737-700      | 8     | 0       | 145         |
| Boeing 737-800      | 7     | 13      | 158         |
| Bombardier CRJ200ER | 2     | 0       | 50          |